# Roßleben-Wiehe
Roßleben-Wiehe è una città tedesca con status di Landgemeinde del Land della Turingia.
Conta 7 246 abitanti.

## Storia
La città di Roßleben-Wiehe venne creata il 1º gennaio 2019 dalla fusione delle città di Roßleben e di Wiehe con i comuni di Donndorf e Nausitz.

## Geografia antropica
La città di Roßleben-Wiehe è suddivisa nelle frazioni (Ortsteil) di Bottendorf, Donndorf, Garnbach, Kleinroda, Kloster Donndorf, Langenroda, Nausitz, Roßleben, Schönewerda e Wiehe.